# Bercejón
Bercejón es un despoblado que actualmente forma parte del concejo de Santa Cruz de Campezo, que está situado en el municipio de Campezo, en la provincia de Álava, País Vasco (España).

## Toponimia
A lo largo de los siglos ha sido conocido con los nombres de Vercejón y Vercoen.

## Historia
Documentado desde 1257, se desconoce cuándo se despobló.
Actualmente sus tierras son conocidas con el topónimo de Berdijón.